# José Ramón Cuspinera
José Ramón Cuspinera, właśc. Jota Cuspinera (ur. 28 kwietnia 1970 w Guecho) – hiszpański trener koszykarski. Obecnie pracuje w zespole Realu Madryt, jako asystent Pabla Lasa.